# Actaea granulata
Actaea granulata es una especie de crustáceo decápodo de la familia Xanthidae.

## Variedades
Danièle Guinot describió en 1976 una variedad de esta especie (Actaea granulata var. laevis) sin embargo es actualmente considerada como un nomen nudum de Actaea calculosa.